# Tolkmicko
Tolkmicko é um município da Polônia, na voivodia da Vármia-Masúria e no condado de Elbląg. Estende-se por uma área de 2,29 km², com 2 731 habitantes, segundo os censos de 2016, com uma densidade de 1192,6 hab/km².